# Davide Candellaro
Davide Candellaro (ur. 7 czerwca 1989 w Padwie) – włoski siatkarz, reprezentant Włoch, grający na pozycji środkowego. 
Po ukończonym sezonie 2024/2025 postanowił zakończyć karierę siatkarską i od sezonu 2025/2026 został menadżerem klubu Sir Susa Vim Perugia.

## Sukcesy klubowe
Puchar Challenge:
- 2014

Puchar Włoch:
- 2017, 2024[6]

Liga Mistrzów:
- 2025[7]
- 2018
- 2017

Mistrzostwo Włoch:
- 2017, 2024[8]
- 2018
- 2025[9]

Klubowe Mistrzostwa Świata:
- 2018, 2023[10]
- 2017

Puchar CEV:
- 2019

Superpuchar Włoch:
- 2023[11], 2024[12]